# Gustaf Bergman (operasångare)
Gustaf Bergman, född 3 oktober 1880 i Stockholm, död 5 juni 1952 i Hedemora, var en svensk operasångare (tenor), skådespelare, teaterchef, manusförfattare och operaregissör.

## Biografi
Bergman utbildade sig till operasångare i bland annat för Hugo Bellwidt och Engelbert Humperdinck i Tyskland och för Vidal i Italien. Sitt första engagemang fick han 1905-1906 vid stadsteatern i Rostock, där han hade stor framgång som Lohengrin och Siegfried samt Erik i Den flygande holländaren. Därefter arbetade han i andra tyska städer som i Krefeld och Mannheim samt i New York. 1914-1919 var han verksam som sångare och regissör vid Hofoper Berlin. 1922-1925 var han regissör och chef för Storan i Göteborg och 1925-1929 1:e regissör vid Stockholmsoperan. 1929 engagerades han av Franz Engelke som förste regissör vid Vasateatern, men redan samma år blev han avstängd från tjänsten. Bergman stämde Engelke, men förlorade i rätten. Efter en kortare tid vid Städtische Oper i Nürnberg återkom han som chef för Storan 1935-1937.
Bland Bergmans hans iscensättningar märks Turandot, Pelléas och Mellisandre, Låglandet, Nero, Kavaljererna på Ekeby, Brudköpet, Läderlappen och Tiggarstudenten. Han har även översatt Verner von Heidenstams Karolinerna till tyska.
Han var son till ingenjör Frans Bergman och Frederique Bergman, född Åslund. Gift 1928 med operasångerskan Kerstin Thorborg.

## Filmografi

### Regi
- 1930 – Den farliga leken
- 1931 – Lika inför lagen
- 1931 – En kvinnas morgondag
- 1931 – Generalen
- 1931 – Kärlek måste vi ha

### Filmmanus
- 1931 – Generalen

### Roller
- 1931 – Lika inför lagen

## Teater

### Regi (ej komplett)
| År   | Produktion                     | Upphovsmän                                                                                                 | Teater      |
| ---- | ------------------------------ | --- | ----------- |
| 1929 | Jag bedrar dig blott av kärlek | Ralph Rudin och Robert Blum                                                                                | Vasateatern |
| 1929 | Rose Marie                     | Rudolf Friml, Herbert Stothart, Otto Harbach och Oscar Hammerstein Översättning Nalle Halldén, S.S. Wilson | Vasateatern |

### Fotnoter
1. ↑  ”Gustaf Bergman”. Svensk Filmdatabas. http://www.sfi.se/sv/svensk-filmdatabas/Item/?type=PERSON&itemid=59338&ref=%2ftemplates%2fSwedishFilmSearchResult.aspx%3fid%3d1225%26epslanguage%3dsv%26searchword%3dgustaf+bergman%26type%3dPerson%26match%3dBegin%26page%3d1%26prom%3dFalse. Läst 11 oktober 2012.
2. ↑  ”Scen och Film: Regissör Bergman till Vasateatern”. Dagens Nyheter:  s. 14. 14 april 1929. https://arkivet.dn.se/tidning/1929-04-14/100/14. Läst 10 januari 2021.
3. ↑  ”Teater, Musik och Film”. Dagens Nyheter:  s. 12. 14 februari 1931. https://arkivet.dn.se/tidning/1931-02-14/43/12. Läst 10 december 2021.
4. 1 2  Svensk uppslagsbok, 2:a upplagan, 1947 Arkiverad 6 november 2014 hämtat från the Wayback Machine.
5. ↑  Vem är det, s. 74